# Ignacio Camacho
Ignacio Camacho Barnola (* 4. května 1990 Zaragoza) je bývalý španělský profesionální fotbalista, který hrával na pozici defensivního záložníka. Svoji hráčskou kariéru ukončil v roce 2020, a to v německém VfL Wolfsburg. Camacho je také bývalý španělský mládežnický reprezentant a v roce 2014 odehrál také jedno utkání v seniorské reprezentaci.

## Klubová kariéra
Profesionální kariéru zahájil v klubu Atlético Madrid. V lednu 2011 přestoupil společně se spoluhráčem Sergio Asenjem do klubu Málaga CF. V červenci 2017 přestoupil do německého klubu VfL Wolfsburg.

## Reprezentační kariéra
Ignacio Camacho působil v mládežnických reprezentacích Španělska. S týmem do 21 let vyhrál Mistrovství Evropy hráčů do 21 let 2013 v Izraeli, kde mladí Španělé porazili ve finále Itálii 4:2.
V A-mužstvu Španělska přezdívaném La Furia Roja debutoval 18. 11. 2014 ve Vigu v přátelském zápase proti reprezentaci Německa (prohra 0:1).